# Persika
Persika (Prunus persica, "persiskt plommon") är ett träd inom plommonsläktet, familjen rosväxter. Frukten är en stenfrukt. Dess ursprung är okänt men kan vara Kina. Framodlade varianter av persika är exempelvis nektarin och paraguayo.

## Biologi

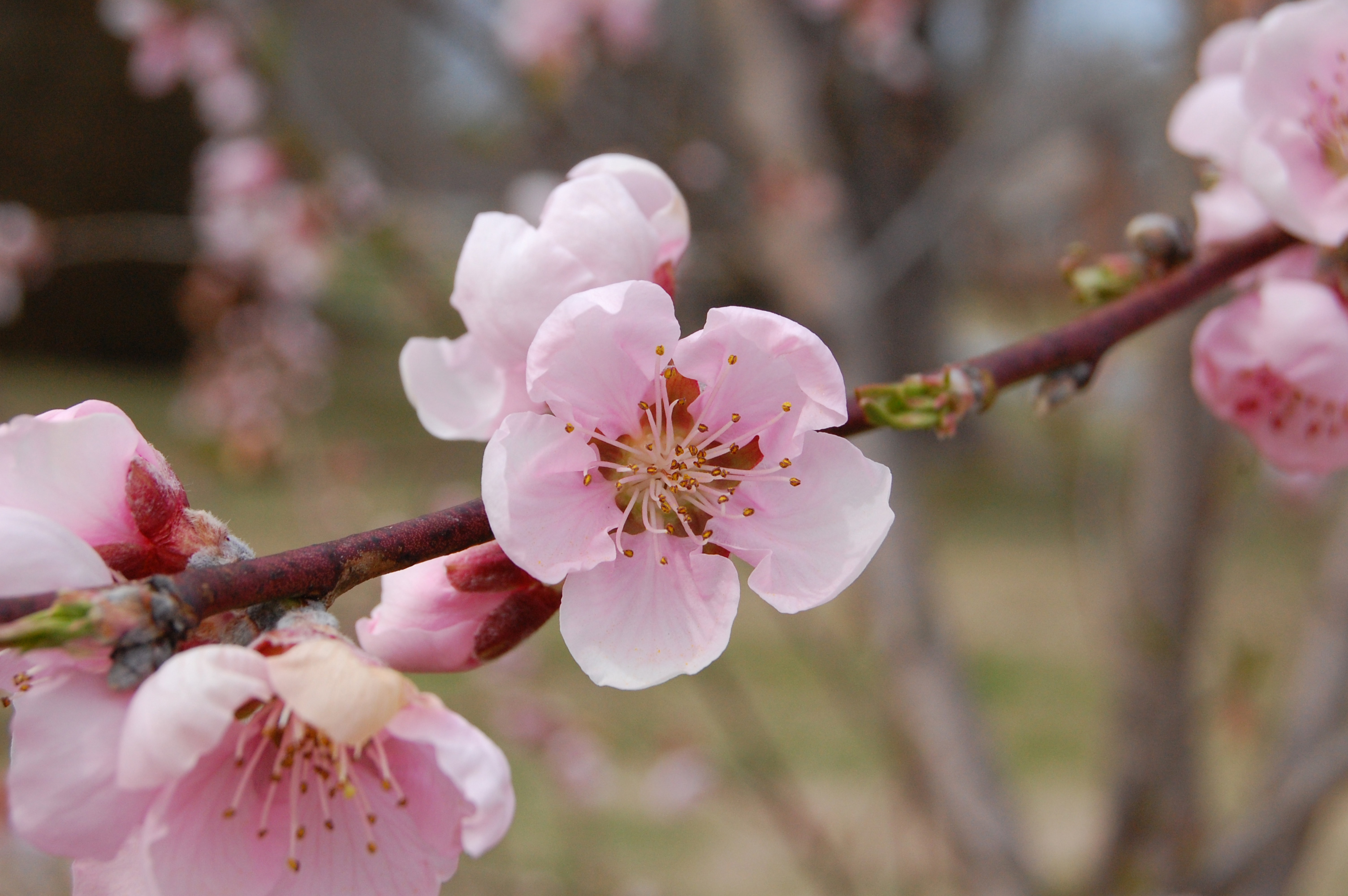
Persikoblomman är rosa

Persikoträdet kan bli upp till sex meter högt, men håller sig vanligtvis omkring två meter eller under. Det blommar från februari till april med rosa blommor på bar kvist, strax före lövsprickningen. Bladen är rännformade. Frukten är rund och blir upp till åtta centimeter i diameter, sammetsluden, söt, saftig och välsmakande. 

## Odling
I likhet med mandel, aprikos och vindruva är persika en gammal och populär kulturväxt kring Medelhavet och på Atlantöarna. Den går att odla i södra Sverige och Danmark, att placera den på en spaljé i söderläge är då att rekommendera. För att man ska vara på den säkra sidan bör den täckas med något isolerande material över vintern, exempelvis granris eller säckväv.

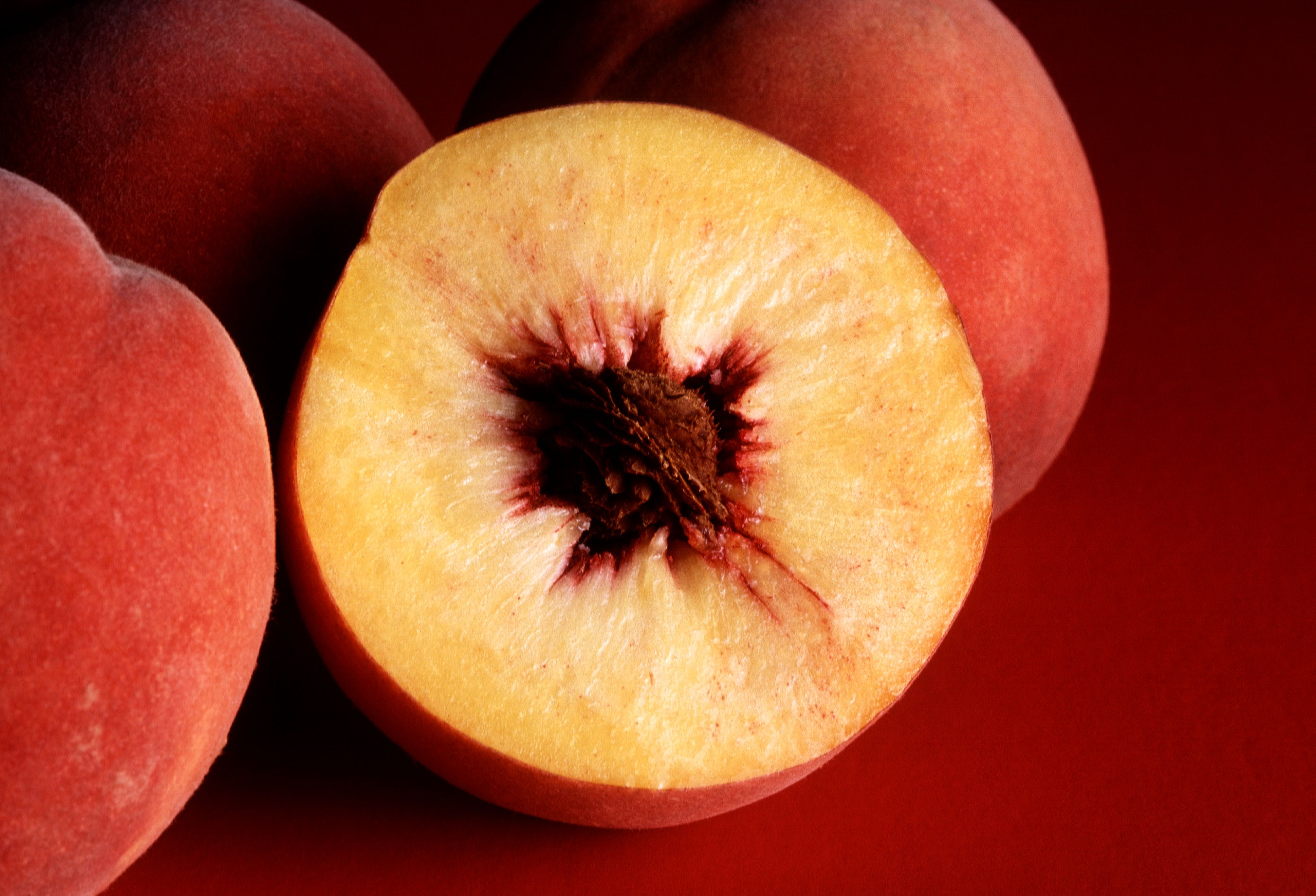
Delad persika

## Historia som kulturväxt
Persikan har funnits i människans närhet under så lång tid att dess ursprung är oklart, men möjligen finns dess rötter i Kina där den odlats i mer än 4000 år. Därefter spreds den västerut, till Främre Orienten, och den började odlas i Persien kring 200 f.Kr. Namnet kommer av att européerna tidigt trodde att persikan hade sitt ursprung just i Persien (tidig romersk beteckning var malum persicum = "persiskt äpple"; dagens artnamn Prunus persica är latin för "Persiskt plommon"), och förmodligen var det där grekerna lärde känna växten. Inte förrän i början av 1500-talet hade ryktet om persikans utsökta smak nått Sverige.

## Olja
Ur persikans amygdalinhaltiga kärna kan man pressa bittermandelolja. Alla stenfrukter innehåller olika mängder av amygdalin som kan sönderdelas till bensaldehyd och vätecyanid; bensaldehyden används som bittermandelessens.